# Mickaël Landreau
Mickaël Vincent André-Marie Landreau (pronunție în franceză [mikaɛl lɑ̃dʁo]; n. 14 mai 1979 în Machecoul) este un fost fotbalist și antrenor francez. Este jucătorul cu cele mai multe meciuri jucate în Ligue 1.

## Meciuri la națională
| Franța  | Franța  | Franța |
| An      | Meciuri | Goluri |
| ------- | ------- | ------ |
| 2000–01 | 1       | 0      |
| 2001–02 | 0       | 0      |
| 2002–03 | 1       | 0      |
| 2003–04 | 1       | 0      |
| 2004–05 | 0       | 0      |
| 2005–06 | 1       | 0      |
| 2006–07 | 0       | 0      |
| 2007–08 | 7       | 0      |
| 2008–09 | 0       | 0      |
| 2009–10 | 0       | 0      |
| 2010–11 | 0       | 0      |
| 2011–12 | 0       | 0      |
| 2012–13 | 0       | 0      |
| Total   | 11      | 0      |

## Palmares

### Club
Nantes
- Ligue 1: 2001
- Coupe de France: 1999, 2000
- Trophée Des Champions: 1999, 2001

Paris Saint-Germain
- Coupe de la Ligue: 2008

Lille
- Coupe de France: 2011
- Ligue 1: 2011

### Țară
- Franța
  - Campionatul Mondial de Fotbal 2006: Locul al doilea
  - Cupa Confederațiilor FIFA : 2001

## Legături externe
- Site oficial Arhivat în 24 august 2007, la Wayback Machine.
- fr Statisticile lui  Mickaël Landreau în campionatul francez pe site-ul LFP
- fr  Profil FFF
- fr  Profil PSG Arhivat în 15 noiembrie 2006, la Wayback Machine.
- en  Interviu UEFA